# Sociedade Esportiva e Recreativa Castelense
A Sociedade Esportiva e Recreativa Castelense, ou simplesmente Castelense, é um clube-empresa de futebol brasileiro da cidade de Castelo, no estado do Espírito Santo. Em 2021 o clube passou a usar o nome fantasia de Forte Rio Bananal, representando a cidade de Rio Bananal.

## História
O Castelense foi fundado em 15 de agosto de 2006. Em 2010 disputou sua única competição profissional o Capixaba da Segunda Divisão. O clube foi eliminado pelo Aracruz nas semifinais, futuro campeão da competição.
Em 2019, o clube retornaria ao futebol profissional, disputando o Campeonato Capixaba da Série B, porém desistiu da competição após publicação da tabela alegando questões financeiras. Assim, ficará suspenso por dois anos.
Em 2021, Pedro Arthur, presidente do clube, adquiriu os direitos sob o Castelense por quatro anos, adotando o nome fantasia de Forte Rio Bananal. O clube mandará suas partidas no Estádio Virgílio Grassi em Rio Bananal. No mesmo ano o clube oficializou sua disputa no Campeonato Capixaba de Futebol de 2021 - Série B.